# Henderson (New York)
Pour les articles homonymes, voir Henderson.
Henderson est une ville du comté de Jefferson dans l’état de New York aux États-Unis. Au recensement de 2010, la population était de 1 360 habitants.

## Toponymie
L’origine du nom de la ville provient du propriétaire original des terres de la ville : William Henderson.

## Histoire
En 1756, un fort français est construit sur ce qui deviendra Six-Town Point puis l'ile de l'Association (en).
En 1801, les terres de la région sont divisées en lots ; les premiers colons s'installent en 1802. En 1806, la ville est déclarée officiellement. 
Henderson fut le lieu de naissance de l’architecte Daniel Burnham.

## Géographie
La ville est située sur le bord du Lac Ontario.